# Jack Dwan
John Dwan (3 de maio de 1921 - 4 de agosto de 1993) foi um basquetebolista norte-americano que foi campeão da Temporada da NBA de 1948-49 jogando pelo Minneapolis Lakers.